# ハートランドヒリュ
ハートランドヒリュは日本の競走馬。2012年現在、日本中央競馬会 (JRA) におけるサラブレッド系種の最多出走記録を持つ。

## 来歴
2歳（現表記、以下同じ）の1998年12月に阪神競馬場でデビューし（8着）、初勝利は翌1999年4月の未勝利戦で、8戦目での勝ち上がりだった。それ以後も月1 - 3回のペースで休むことなく出走を重ね、通算4勝を挙げた。レース間隔は最大でも中6週（4回）で、連闘での出走も3回あり、デビュー以来いちども出走しなかった月は2002年11月と2005年7月のみであった。
2004年4月25日に100回目の出走を果たす。2005年10月23日に122回目の出走となり、オートダービーが保持していたJRAの（サラブレッド系）最多出走回数の記録に並び、2005年11月13日に京都競馬場で行われたドンカスターカップ（1000万円以下）への出走により、記録を43年ぶりに更新した。
10歳を迎えた2006年も現役を続け、出走回数は127回に上った。当初より本馬を管理してきた清水久雄が2月いっぱいで調教師を勇退したため、3月1日付けで河内洋厩舎に移籍。当時のJRAのアラブ系種最多出走記録はトキノヒカリの128回であり、順調にいけばサラブレッド系・アラブ系を通じたJRAの平地競走最多出走記録を更新する見込みであったが、3月22日の調教中に急性心不全のため死亡。3月12日に中京競馬場で行われた遠州灘特別が最後の競走となった。

## 競走成績

### 年別成績
2003年3月の名鉄杯（中京競馬場）を最後に勝利から遠ざかったものの、121戦目となった2005年9月のHTB賞（札幌競馬場）では追い込んで単勝11番人気ながら3着となるなど、展開や馬場状態が向けばまだまだ走れるところを見せていた。2005年以降に出走した17戦はすべてハンデ戦で、負担重量もすべてで50キログラムであった。
| 年       | 年齢     | 出走 回数 | 1着 | 2着 | 3着 | 4着 | 5着 | 6着 以下 | 獲得賞金 （円） |
| -------- | -------- | --------- | --- | --- | --- | --- | --- | -------- | --------------- |
| 1998     | 2歳      | 2         | 0   | 0   | 0   | 0   | 0   | 2        | 0               |
| 1999     | 3歳      | 19        | 1   | 1   | 2   | 3   | 2   | 10       | 15,930,000      |
| 2000     | 4歳      | 20        | 2   | 6   | 5   | 2   | 2   | 3        | 52,597,000      |
| 2001     | 5歳      | 16        | 0   | 0   | 0   | 3   | 3   | 10       | 9,550,000       |
| 2002     | 6歳      | 19        | 0   | 1   | 1   | 3   | 1   | 13       | 15,913,000      |
| 2003     | 7歳      | 19        | 1   | 2   | 1   | 1   | 0   | 14       | 32,548,000      |
| 2004     | 8歳      | 15        | 0   | 0   | 0   | 0   | 0   | 15       | 0               |
| 2005     | 9歳      | 14        | 0   | 0   | 1   | 0   | 2   | 11       | 6,546,000       |
| 2006     | 10歳     | 3         | 0   | 0   | 0   | 0   | 0   | 3        | 0               |
| 通算成績 | 通算成績 | 127       | 4   | 10  | 10  | 12  | 10  | 81       | 133,084,000     |
| 芝       | 芝       | 107       | 3   | 10  | 8   | 9   | 6   | 71       | 117,754,000     |
| ダート   | ダート   | 20        | 1   | 0   | 2   | 3   | 4   | 10       | 15,330,000      |

### 競馬場別成績
2006年時点で中央競馬を開催していた10競馬場のうち、函館競馬場・中山競馬場・新潟競馬場での出走はなかった。
| 競馬場 | 出走 回数 | 1着 | 2着 | 3着 | 4着 | 5着 | 6着 以下 | 獲得賞金 （円） |
| ------ | --------- | --- | --- | --- | --- | --- | -------- | --------------- |
| 京都   | 44        | 1   | 3   | 1   | 3   | 3   | 33       | 30,979,000      |
| 阪神   | 31        | 2   | 2   | 1   | 3   | 3   | 20       | 30,948,000      |
| 中京   | 28        | 1   | 4   | 2   | 3   | 1   | 17       | 46,961,000      |
| 札幌   | 15        | 0   | 0   | 2   | 2   | 3   | 8        | 12,496,000      |
| 小倉   | 6         | 0   | 1   | 3   | 1   | 0   | 1        | 9,800,000       |
| 福島   | 2         | 0   | 0   | 1   | 0   | 0   | 1        | 1,900,000       |
| 東京   | 1         | 0   | 0   | 0   | 0   | 0   | 1        | 0               |

## 対戦した競走馬
生涯127戦、格上挑戦を一度もしたことはなかったが、同じ競走を走った馬の中では、
- テイエムオペラオー（1996年生）
- タップダンスシチー[9]（1997年生）
- ブランディス（1997年生） - J・GI競走
- ツルマルボーイ[9]（1998年生）
- ネームヴァリュー（1998年生） - 地方交流GI競走
- アサクサデンエン（1999年生）
- ヘヴンリーロマンス（2000年生）
- ハットトリック[9]（2001年生）

の8頭がGI/J・GI優勝馬に出世し、さらに37頭の平地重賞（GII10頭・GIII/JpnIII27頭、地方交流重賞含む）優勝馬と、3頭の障害重賞優勝馬がいる（2007年7月29日現在）。
本馬と同じ1996年以降に生まれたオース（1996年生）、スキャターザゴールド（1997年生）の産駒に先着したことものべ3回（2頭）ある。

## 血統表
| ハートランドヒリュの血統ネヴァーベンド系（ナスルーラ系） / My Babu5×4＝9.375%、*プリメロ・Avena5×5＝6.25%（母内） | ハートランドヒリュの血統ネヴァーベンド系（ナスルーラ系） / My Babu5×4＝9.375%、*プリメロ・Avena5×5＝6.25%（母内） | ハートランドヒリュの血統ネヴァーベンド系（ナスルーラ系） / My Babu5×4＝9.375%、*プリメロ・Avena5×5＝6.25%（母内） | （血統表の出典）                     | （血統表の出典） |
| 父 ランドヒリュウ 1982 鹿毛 北海道浦河町                                                                          | 父の父*ブレイヴェストローマン Bravest Roman 1972 鹿毛 アメリカ                                                    | Never Bend 1960                                                                                                   | Nasrullah                            | Nasrullah        |
| 父 ランドヒリュウ 1982 鹿毛 北海道浦河町                                                                          | 父の父*ブレイヴェストローマン Bravest Roman 1972 鹿毛 アメリカ                                                    | Never Bend 1960                                                                                                   | Lalun                                |                  |
| 父 ランドヒリュウ 1982 鹿毛 北海道浦河町                                                                          | 父の父*ブレイヴェストローマン Bravest Roman 1972 鹿毛 アメリカ                                                    | Roman Song 1955                                                                                                   | Roman                                | Roman            |
| 父 ランドヒリュウ 1982 鹿毛 北海道浦河町                                                                          | 父の父*ブレイヴェストローマン Bravest Roman 1972 鹿毛 アメリカ                                                    | Roman Song 1955                                                                                                   | Quiz Song                            |                  |
| 父 ランドヒリュウ 1982 鹿毛 北海道浦河町                                                                          | 父の母*ナッシングライムド Nothing Rhymed 1970 鹿毛 イギリス                                                       | Emerson 1958 | Coaraze                              | Coaraze          |
| 父 ランドヒリュウ 1982 鹿毛 北海道浦河町                                                                          | 父の母*ナッシングライムド Nothing Rhymed 1970 鹿毛 イギリス                                                       | Emerson 1958 | Empenosa                             |                  |
| 父 ランドヒリュウ 1982 鹿毛 北海道浦河町                                                                          | 父の母*ナッシングライムド Nothing Rhymed 1970 鹿毛 イギリス                                                       | Martinetta 1965                                                                                                   | Ballymoss                            | Ballymoss        |
| 父 ランドヒリュウ 1982 鹿毛 北海道浦河町                                                                          | 父の母*ナッシングライムド Nothing Rhymed 1970 鹿毛 イギリス                                                       | Martinetta 1965                                                                                                   | Martica                              |                  |
| 母 テルノワカクサ 1982 鹿毛 北海道浦河町                                                                          | 母の父*パーソロン Partholon 1960 鹿毛 アイルランド                                                                | Milesian 1953 | My Babu                              | My Babu          |
| 母 テルノワカクサ 1982 鹿毛 北海道浦河町                                                                          | 母の父*パーソロン Partholon 1960 鹿毛 アイルランド                                                                | Milesian 1953 | Oatflake                             |                  |
| 母 テルノワカクサ 1982 鹿毛 北海道浦河町                                                                          | 母の父*パーソロン Partholon 1960 鹿毛 アイルランド                                                                | Paleo 1953 | Pharis                               | Pharis           |
| 母 テルノワカクサ 1982 鹿毛 北海道浦河町                                                                          | 母の父*パーソロン Partholon 1960 鹿毛 アイルランド                                                                | Paleo 1953 | Calonice                             |                  |
| 母 テルノワカクサ 1982 鹿毛 北海道浦河町                                                                          | 母の母ハッピーベレン 1968 鹿毛 北海道浦河町                                                                       | *チャイナロック China Rock 1953                                                                                   | Rockefella                           | Rockefella       |
| 母 テルノワカクサ 1982 鹿毛 北海道浦河町                                                                          | 母の母ハッピーベレン 1968 鹿毛 北海道浦河町                                                                       | *チャイナロック China Rock 1953                                                                                   | May Wong                             |                  |
| 母 テルノワカクサ 1982 鹿毛 北海道浦河町                                                                          | 母の母ハッピーベレン 1968 鹿毛 北海道浦河町                                                                       | ナンバイチバンヒメ 1959                                                                                           | トビサクラ                           | トビサクラ       |
| 母 テルノワカクサ 1982 鹿毛 北海道浦河町                                                                          | 母の母ハッピーベレン 1968 鹿毛 北海道浦河町                                                                       | ナンバイチバンヒメ 1959                                                                                           | トップフライト （サラ系 - バイカ系） |                  |

- 半姉 - サツマコムスメ（牝・1989年生、父ラシアンルーブル）
  - 中央競馬2勝・地方競馬8勝、おもな勝ち鞍：1991年フェニックス賞（オープン）、1993年・1995年中日杯（金沢競馬）
- 全姉 - テルノヒスイ（牝・1992年生）中央競馬4勝